# James Rollins

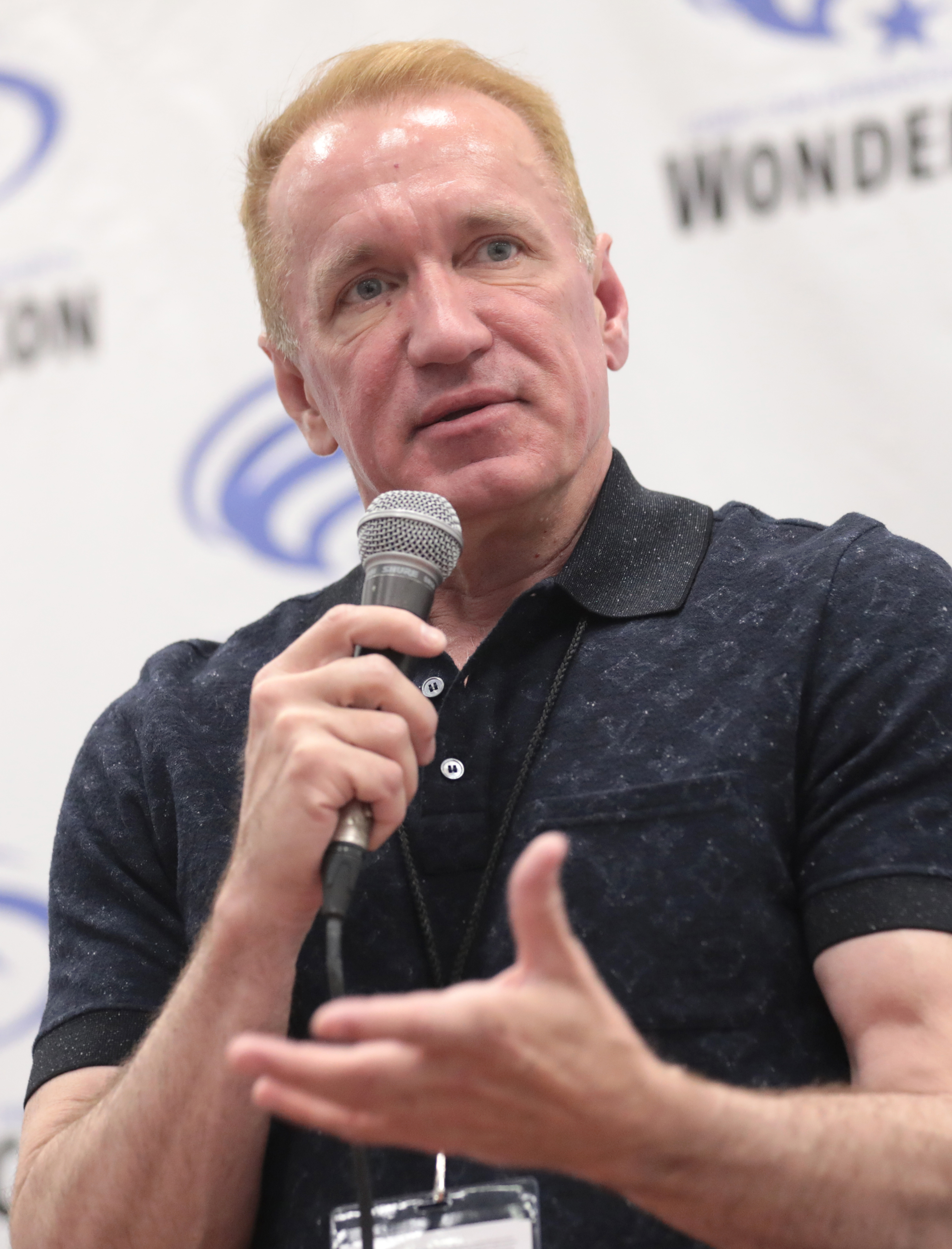
James Rollins (2023)

James Rollins (eigentlich: James Paul Czajkowski; * 1961 in Chicago) ist ein US-amerikanischer Veterinärmediziner und Schriftsteller. Er wurde bekannt durch Abenteuer-Thriller wie Sub Terra, Operation Amazonas oder Mission Arktis. Zudem veröffentlicht er als James Clemens Fantasy-Romane.

## Leben
Nachdem Rollins an der University of Missouri ein Undergraduate-Studium in Evolutionsbiologie absolviert hatte, schloss er im Jahr 1985 seine Ausbildung mit einem Doktorgrad in Veterinärmedizin ab. Anschließend zog er ins El Dorado County in Kalifornien und eröffnete dort eine Praxis.
Nebenbei versuchte er Kurzgeschichten zu verfassen, von denen er jedoch keine über einen Verlag veröffentlichen konnte. So entschied er sich, einen Roman zu verfassen. Er nahm sich vor, an fünf Tagen in der Woche jeweils mindestens drei Seiten mit doppeltem Zeilenabstand zu schreiben und stellte so innerhalb von weniger als einem Jahr sein erstes Buch fertig. Nachdem das Manuskript zu Sub Terra vom fünfzigsten angefragten Verleger angenommen worden war, erschien es 1999 als erstes Werk unter dem Pseudonym James Rollins.
Bereits kurz davor kam jedoch der Roman Wit’ch Fire in die Läden, den er als James Clemens über Terry Brooks veröffentlichen konnte. Brooks war einer der Preisrichter beim „Maui Writers’ Conference Contest“ gewesen, für welchen Rollins ein kurzfristig fertiggestelltes Manuskript einreichte.
Während der nächsten zehn Jahre arbeitete Rollins weiter in seiner Praxis und schrieb jährlich mindestens ein Buch. Erst als im Jahr 2009 sein Werk Das Flammenzeichen auf Platz 2 in der Bestsellerliste der New York Times aufgestiegen war, verkaufte er seine Praxis.

## Einflüsse
Schon als Junge war Rollins von den Geschichten Howard Carters und seiner Entdeckung vom Grab des alten ägyptischen Pharaos, König Tutanchamun, fasziniert. Diese Geschichte spornte ihn an, den Roman Excavation zu verfassen. Darin geht es um einen Archäologen Henry Coklin und seinen Neffen Sam, die eine vergessene Inka-Stadt in den Anden entdecken. In dieser Stadt finden sie einen Schatz, jedoch auch einen schrecklichen Fluch.
Die Lektüre populärer Autoren wie Edgar Rice Burroughs, Jules Verne oder H. G. Wells trug dazu bei, dass er selbst zeitgenössische Romane, gefüllt mit Magie, Gruseleffekten und Monstern, veröffentlichte.

## Werke

### Unter dem Namen James Rollins
Sigma Force:
- 1. Sandstorm, William Morrow / HarperCollins 2004, ISBN 0-06-058066-6
  - deutsch: Sandsturm, Blanvalet 2005, Übersetzer Klaus Berr, ISBN 3-442-36266-0
- 2. Map of Bones, William Morrow / HarperCollins 2005, ISBN 0-06-076387-6
  - deutsch: Feuermönche, Blanvalet 2006, Übersetzer Norbert Stöbe, ISBN 3-764-50207-X
- 3. Black Order, William Morrow / HarperCollins 2006, ISBN 0-06-076388-4
  - deutsch: Der Genesis-Plan, Blanvalet 2007, Übersetzer Norbert Stöbe, ISBN 978-3-442-36795-5
- 4. The Judas Strain, William Morrow / HarperCollins 2007, ISBN 978-0-06-076389-3
  - deutsch: Der Judas-Code, Blanvalet 2008, Übersetzer Norbert Stöbe, ISBN 978-3-7645-0261-4
- 5. The Last Oracle, William Morrow / HarperCollins 2008, ISBN 978-0-06-158117-5
  - deutsch: Das Messias-Gen, Blanvalet 2010, Übersetzer Norbert Stöbe, ISBN 978-3-7645-0262-1
- 6. The Doomsday Key, William Morrow / HarperCollins 2009, ISBN 978-0-06-123140-7
  - deutsch: Das Flammenzeichen, Blanvalet 2011, Übersetzer Norbert Stöbe, ISBN 978-3-7645-0345-1
- 7. The Devil Colony, William Morrow / HarperCollins 2011, ISBN 978-0-06-178478-1
  - deutsch: Feuerflut, Weltbild 2012, Übersetzer Norbert Stöbe, ISBN 978-3-86365-190-9
- 8. Bloodline, William Morrow / HarperCollins 2012, ISBN 978-0-06-178479-8
  - deutsch: Mission Ewigkeit, Weltbild 2015, Übersetzer Norbert Stöbe, ISBN 978-3-86365-622-5
- 9. The Eye of God, William Morrow / HarperCollins 2013, ISBN 978-0-06-178480-4
  - deutsch: Das Auge Gottes, Blanvalet 2016, Übersetzer Norbert Stöbe, ISBN 978-3-7341-0365-0
- 10. The 6th Extinction, William Morrow / HarperCollins 2013, ISBN 978-0-06-178481-1
  - deutsch: Projekt Chimera, Blanvalet 2018, Übersetzer Norbert Stöbe, ISBN 978-3-7341-0511-1
- 11. The Bone Labyrinth, William Morrow / HarperCollins 2015, ISBN 978-0-06-238164-4
  - deutsch: Das Knochenlabyrinth, Blanvalet 2018, Übersetzer Norbert Stöbe, ISBN 978-3-7341-0565-4
- 12. The Seventh Plague, William Morrow / HarperCollins 2016, ISBN 978-0-06-256585-3
  - deutsch: Die siebte Plage, Blanvalet 2018, Übersetzer Norbert Stöbe, ISBN 978-3-7341-0566-1
- 13. The Demon Crown, William Morrow / HarperCollins 2017, ISBN 978-0-06-238173-6
  - deutsch: Die Höllenkrone, Blanvalet 2019, Übersetzer Norbert Stöbe, ISBN 978-3-7341-08105
- 14. Crucible, William Morrow / HarperCollins 2019, ISBN 978-0-06-293508-3
  - deutsch: Der Flammenwall, Blanvalet 2020, Übersetzer Norbert Stöbe, ISBN 978-3-7341-0811-2
- 15. The Last Odyssey, William Morrow / HarperCollins 2020, ISBN 978-0-06-289289-8
  - deutsch: Auftrag Tartarus, Blanvalet 2022, Übersetzer Norbert Stöbe, ISBN 978-3-7341-0999-7
- 16. Kingdom of Bones, William Morrow / HarperCollins 2022, ISBN 978-0-06-289298-0
  - deutsch: Königreich der Knochen, Blanvalet 2023, Übersetzer Norbert Stöbe, ISBN 978-3-7341-1094-8
- 17. Tides of Fire, William Morrow / HarperCollins 2023, ISBN 978-0-06-289307-9
  - deutsch: Feuerring, Blanvalet 2024, Übersetzer Norbert Stöbe, ISBN 978-3-7341-1359-8
- 18. Arkangel, William Morrow / HarperCollins 2024, ISBN 978-0 06 289316 1
  - deutsch:

Jake Ransom:
- Jake Ransom and the Skull King’s Shadow, HarperCollins 2009, ISBN 978-0-06-147380-7
- Jake Ransom and the Howling Sphinx, Gollancz 2010, ISBN 978-0-575-09115-3

The Order of the Sanguines Trilogy / Erin-Granger-Reihe (mit Rebecca Cantrell):
- 0.5: City of Screams (Kurzgeschichte E-Book; William Morrow, 2012)
- 1.0: The Blood Gospel, William Morrow / HarperCollins 2013, ISBN 978-0-06-224787-2
  - deutsch: Das Evangelium des Blutes, Blanvalet 2014, Übersetzer Norbert Stöbe, ISBN 978-3-442-37670-4
- 1.5: Blood Brothers (Kurzgeschichte E-Book; William Morrow, 2013)
- 2.0: Innocent Blood, William Morrow / HarperCollins 2013, ISBN 978-0-06-199106-6
  - deutsch: Das Blut des Verräters, Blanvalet 2015, Übersetzer Norbert Stöbe, ISBN 978-3-7341-0119-9
- 3.0: Blood Infernal, William Morrow / HarperCollins 2015, ISBN 978-0-06-234326-0
  - deutsch: Die Apokalypse des Blutes, Blanvalet 2015, Übersetzer Norbert Stöbe, ISBN 978-3-641-16466-9

Tucker Wayne Serie (mit Grant Blackwood):
- The Kill Switch, HarperLuxe 2014, ISBN 978-0-06-230022-5
  - deutsch: Killercode, Blanvalet 2017, Übersetzer Norbert Stöbe, ISBN 978-3-641-19515-1
- War Hawk, Orion 2016, ISBN 978-1-4091-5649-9
  - deutsch: Kriegsfalke, Blanvalet 2020, Übersetzer Norbert Stöbe, ISBN 978-3-7341-0812-9

MoonFall Saga Series / Erddämmerung:
- The Starless Crown, TOR 2022, ISBN 978-1-250-85140-6
  - deutsch: Erddämmerung, Heyne 2022, Übersetzer Michael Siefener, ISBN 978-3-453-32127-4
- The Cradle of Ice, TOR 2023, ISBN 978-1-250-76674-8
  - deutsch: Die Reise in die Dunkelheit, Heyne 2023, Übersetzer Michael Siefener, ISBN 978-3-453-32128-1

Einzelromane:
- Subterranean, Avon Books 1999, ISBN 0-380-79264-8
  - deutsch: Sub Terra, Ullstein 2002, Übersetzer Rudolf Krahm, ISBN 3-548-25292-3
- Excavation, HarperTorch 2000, ISBN 0-380-81093-X
  - deutsch: Das Blut des Teufels, Ullstein 2003, Übersetzer Alfons Winkelmann, ISBN 3-548-25555-8
- Deep Fathom, HarperTorch 2001, ISBN 0-380-81880-9
  - deutsch: Im Dreieck des Drachen, Ullstein 2003, Übersetzer Alfons Winkelmann, ISBN 3-548-25713-5
- Amazonia, William Morrow / HarperCollins 2002, ISBN 0-06-000248-4
  - deutsch: Operation Amazonas, Ullstein 2004, Übersetzer Norbert Stöbe, ISBN 3-548-25802-6
- Ice Hunt, William Morrow / HarperCollins 2003, ISBN 0-06-052156-2
  - deutsch: Mission Arktis, Ullstein 2006, Übersetzerin Christine Strüh, ISBN 3-548-26344-5
- Altar of Eden, William Morrow / HarperCollins 2009, ISBN 978-0-06-123142-1

### Unter dem Namen James Clemens
Banned & Banished-Saga:
- 1. Wit’ch Fire, Del Rey / Ballantine 1998, ISBN 0-345-41705-4
  - deutsch: Das Buch des Feuers, Heyne 2002, Übersetzerin Irene Bonhorst, ISBN 3-453-21401-3
- 2. Wit’ch Storm, Del Rey / Ballantine 1999, ISBN 0-345-41707-0
  - deutsch: Das Buch des Sturms, Heyne 2002, Übersetzerin Irene Bonhorst, ISBN 3-453-86761-0
- 3. Wit’ch War, Del Rey / Ballantine 2000, ISBN 0-345-41709-7
  - deutsch: Das Buch der Rache, Heyne 2003, Übersetzerin Siglinde Müller, ISBN 3-453-87342-4
- 4. Wit’ch Gate, Del Rey / Ballantine 2001, ISBN 0-345-44244-X
  - deutsch: Das Buch der Prophezeiung, Heyne 2003, Übersetzerin Irene Holicki, ISBN 3-453-53054-3
- 5. Wit’ch Star, Del Rey / Ballantine 2002, ISBN 0-345-44245-8
  - deutsch: Das Buch der Entscheidung, Heyne 2004, Übersetzerin Irene Holicki, ISBN 3-453-87922-8

Die Chroniken von Myrillia (The Godslayer Chronicles):
- Shadow Fall, BCA 2005, ISBN 1-84149-302-3
  - deutsch: Schattenritter, Heyne 2005, Übersetzerin Siglinde Müller, ISBN 3-453-01625-4
- Hinterland, Roc / New American Library 2006, ISBN 0-451-46113-4
  - deutsch: Hinterland, Heyne 2006, Übersetzerin Siglinde Müller, ISBN 3-453-26540-8